# Onitsha
Onitsha (Ọ̀nị̀chà Mmílí ou Ọ̀nị̀chà) est une ville portuaire située sur la rive gauche du fleuve Niger, dans le sud du Nigeria, d'importance économique, religieuse et culturelle. Métropole de plus d'un million de personnes, Onitsha est connue pour son port fluvial et comme centre économique pour le commerce, l'industrie et l'éducation. Il abrite un marché qui serait le plus grand marché d'Afrique en termes de taille géographique et de volume de marchandises.

## Description
Onitsha ou Ọ̀nị̀chà Mmílí en langue igbo est une ville portuaire située sur la rive gauche du fleuve Niger dans l'État d'Anambra.
En 2016, Onitsha avait une population intramuros estimée à 1 080 000 personnes. Au début de 2022, Onitsha a une population estimée en augmentation à 1 553 000. Les autochtones d'Onitsha sont Igbo et parlent la langue Igbo. Le peuple Onitsha est appelé Ndi Onicha.
La ville a souffert de sa position stratégique, particulièrement lors de la guerre du Biafra.
Elle est, en 2016, la ville la plus polluée du monde.

## Histoire

### Fondation de la ville

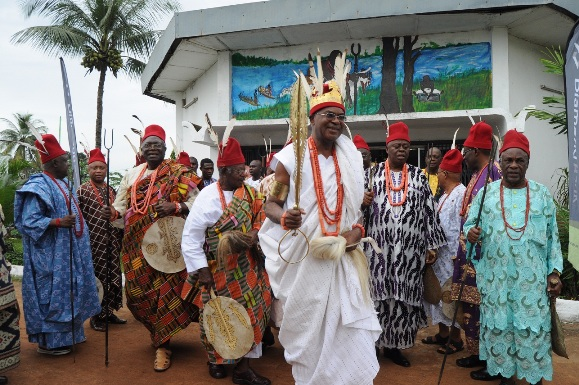
Alfred Achebe, Obi d'Onitsha

Vers le débuts des années 1500, après un conflit entre les oba du Bénin et les Onitsha qui vivaient dans le voisinage du royaume de Bénin, ces derniers ont migré vers l'est, fondant de temps en temps des villes qui portent encore le nom d'Onitsha (comme Onicha-Ugbo (en)). Onitsha Mmili était à l'origine connue sous le nom d'Onitsha Ado na Idu fondé par un des enfants de Chima, le fondateur du royaume d'Issele-Uku. Cette ville Igbo est restée ainsi pendant des années puis a progressivement émigré à travers le fleuve Niger pour établir la communauté Onitsha.
Après leur arrivée sur la rive est (Onicha-mmili, "Onitsha-on-water", voir ci-dessus), la communauté est progressivement devenue un royaume unitaire, évoluant d'un groupe vaguement organisé de villages "royaux" pour englober des villages non-royaux.

### Histoire moderne
Onitsha s'est lentement développée. L'abolition de l'esclavage et le développement de la machine à vapeur a permis aux Européens ont pu se déplacer dans l'arrière-pays a permis à Onitsha de devenir un important port de commerce pour la Royal Niger Company au milieu des années 1850 et de permettre les échanges entre les terres et la mer.
Le commerce des palmistes, de l'huile de palme et d'autres cultures commerciales sur la côte du golfe du Biafra s'est accru autour de ce port fluvial au XIXe siècle. En 1857, les commerçants britanniques d'huile de palme ont établi une station permanente dans la ville avec des missionnaires chrétiens les rejoignant, dirigés par l'évêque africain libre Samuel Ajayi Crowther (un recaptif yoruba) et le révérend John Taylor (un recaptif Igbo).
En 1900, Onitsha est devenu une partie d'un protectorat britannique. Le gouvernement colonial britannique et les missionnaires chrétiens ont pénétré dans la majeure partie de l'Igboland pour installer leur administration, leurs écoles et leurs églises via le port fluvial d'Onitsha.
En 1965, le pont du fleuve Niger a été construit sur le fleuve Niger pour remplacer la traversée en ferry. Cela a contribué à développer les routes commerciales avec l'ouest du Nigeria et a créé des liens économiques importants entre Onitsha et Benin City et Lagos en particulier,.
La guerre entre le Nigéria et le Biafra a dévasté Onitsha car la ville était un théâtre de guerre majeur pour les forces entrant au Biafra par le front occidental. Les années de boom pétrolier qui ont suivi dans les années 1970 et au début des années 1980 ont vu un énorme afflux d'immigrants dans la ville. Le résultat a été la construction d'habitations à la hâte et au hasard qui a créé un grand nombre de bidonvilles.

## Géographie
Onitsha se trouve à un important point de passage est-ouest du fleuve Niger et occupe le point navigable par de gros navires le plus au nord du fleuve. Ces facteurs ont historiquement fait d'Onitsha un centre majeur pour le commerce entre les régions côtières et le nord, ainsi qu'entre l'est et l'ouest du Nigeria. Onitsha possède l'un des très rares ponts routiers traversant le fleuve Niger, large d'un kilomètre,. Un second pont était envisagé pour pallier l'actuel pont vieillissant.
L'urbanisation rapide des dernières années affecte négativement le développement de la végétation naturelle et le paysage local.

## Culture et organisation traditionnelle

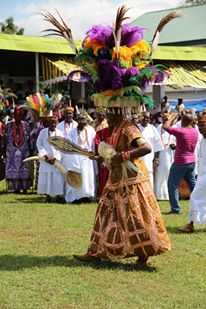
Le festival Ofala qui se déroule une fois par an est une célébration de la tradition et de la culture Onitsha

Onitsha se compose traditionnellement de neuf villages, autrement connus sous le nom d'Ebo Itenani. Ce sont des descendants de l'ancêtre Umuezechima comprenant Isiokwe, Olosi, Umuezearoli, Okebunabo, Obikporo et Ogbeotu, Awada (Ogbeozoma), Obamkpa comprenant Umuasele, Iyiawu et Odoje Ndugbe et Odumegwu Gbuagu, Ubulu na Ikem, Ulutu, Ubene, Ogboli Eke, Obior et Ogbéotu. Au sein de ces groupements, il existe six quartiers administratifs, à savoir Okebunabo, Umuezearoli, Ogbeolu, Isiokwe na Ogboli Olosi, Obamkpa et Eke na Ubene.
| Umuaroli   | Ogbendida    | Ogbeozoma  | Isiokwe           |
| Ogboli-Eke | Ogboli-Olosi | Umudei     | Ogbembubu/Ogbeabu |
| Ogbeodogwu | Obikporo     | Ogbeotu    | Umuasele          |
| Odoje      | Umuikem      | Mgbelekeke | Iyiawu            |
| Obior      |              |            |                   |

Onitsha est gouvernée par un gouvernement traditionnel dirigé par l'Obi, le chef titulaire de la ville. Ce dernier est assisté par les Ndi Ichie, intitulés anciens ou chefs à bonnet rouge. Parmi ceux-ci figurent Ndi Ichie Ume, qui sont les chefs de première classe. Les Ndi Ichie sont classés en six fonctions, à savoir : Onowu Iyasele, Ajie Ukadiugwu, Odu Osodi, Onya Ozoma, Ogene Onira et Owelle Osowa, avec Onowu Iyasele comme Premier ministre traditionnel. Il y a aussi d'autres Ndi Ichie, qui sont classés en deuxième classe, connus sous le nom de Ndi Okwa et en troisième classe, connus sous le nom de Ndi Ichie Okwareze. Les Ndi Ichie servent de Conseil des Conseillers à l'Obi qui sollicite leur avis dans les décisions majeures qu'il prend dans le Royaume. Lorsque l'Obi au pouvoir décède, l'Onowu Iyasele prend les commandes jusqu'à ce qu'un nouvel Obi soit intronisé.
Une fois par an en octobre, le royaume d'Onitsha organise le Festival d'Ofala qui coïncide avec le festival de New Yam traditionnel tenu dans de nombreuses régions du Igboland. C'est un moyen pour les habitants d'Onitsha de garder leur culture vivante et c'est devenu un événement majeur qui attire des visiteurs de partout dans la ville.

## Urbanisation

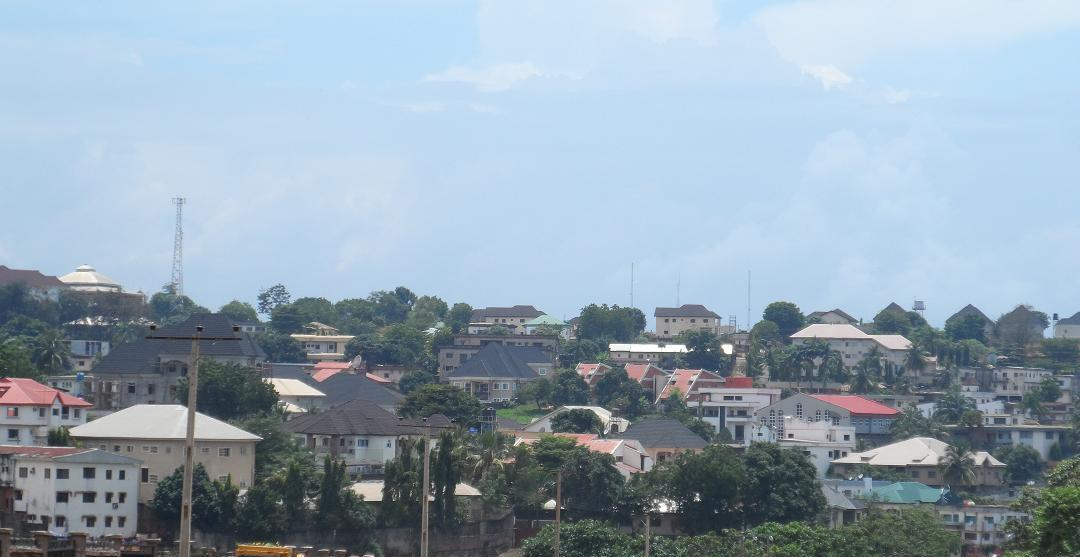
Quartier résidentiel d'Onitsha

En quelques dizaines d'années, la ville a connu plusieurs grands bouleversements. Elle ne compte dans les années 1960, officiellement qu'une population de 76 000 habitants; le grand écrivain nigérian Chinua Achebe (né et élevé dans la ville contiguë d'Ogidi) l'a caractérisé comme abritant une "région ésotérique d'où la créativité sort à volonté pour se manifester", "une zone d'instabilité occulte" (voir "Onitsha Matters").
En effet, Onitsha a joué un rôle prépondérant et créatif dans la transformation de la vie urbaine dans l'est du Nigeria, et rendue célèbre comme décor de Onitsha Market Literature et comme l'un des centres de financement et de distribution des films Nollywood.

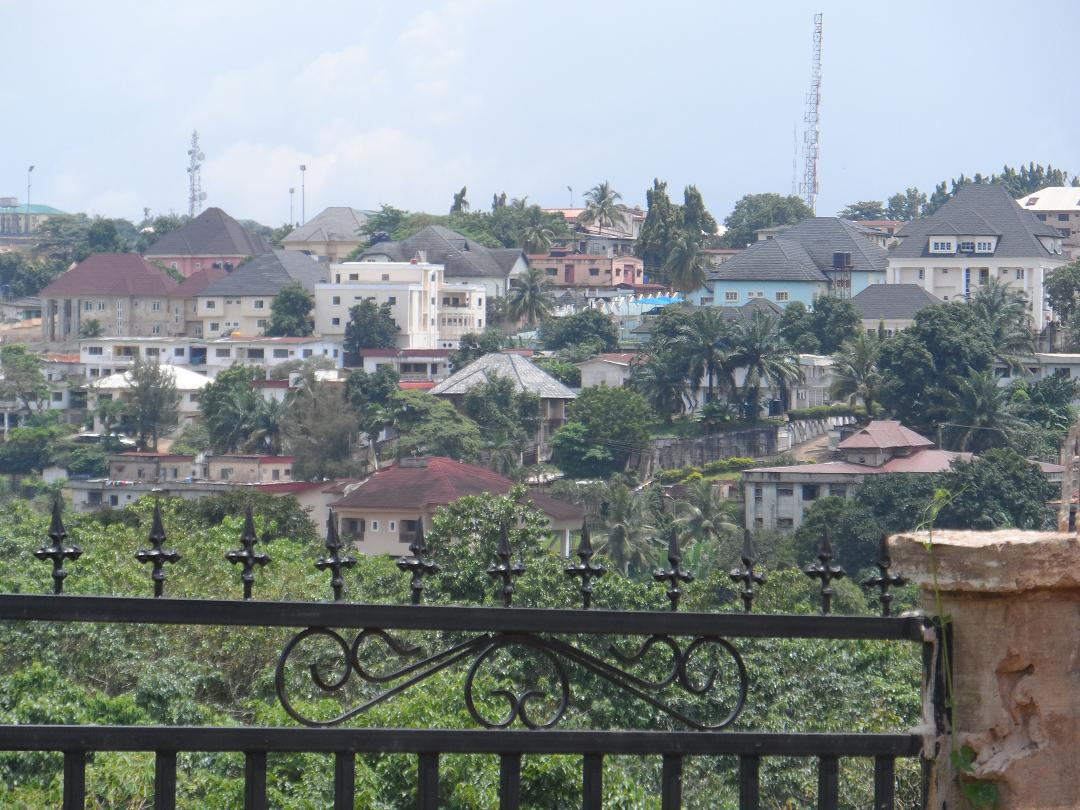
Quartier résidentiel d'Onitsha

Cependant, les infrastructures n'ont pas suivi le rythme de l'urbanisation et les pratiques de construction aléatoires sans réglementation de zonage ont laissé dans leur sillage une ville chaotique et congestionnée en proie à l'anarchie. La mise à jour 2016 de la base de données de l'Organisation mondiale de la santé sur la pollution de l'air ambiant urbain dans le monde indique qu'Onitsha est la ville la plus polluée d'Afrique,.
L'expansion de la population d'Onitsha dans les communautés voisines a provoqué dans des conflits sur la propriété foncière dans les environs avec les habitants d'Obosi et de Nkwelle Ezunaka. Les localités de Fegge, Woliwo, Odoakpu, Awada, et 3-3 sont les zones métropolitaines d'Onitsha metropolitan qui sont disputées avec les communautés Obosi et Nkwelle Ezunaka, respectivement.

## Culture

### Littérature
Dans les années 1950 et 1960, se développe à Onitsha un Marché de la Littérature, à l'origine d'un boom littéraire au Nigéria, en anglais pidgin.
Onithsa Market Literature est l'exemple même de culture populaire africaine, sur des thèmes de la vie quotidienne : difficultés amoureuses, vie de famille, peines diverses.
Le nord du Nigéria connait plus tard un équivalent, principalement en langue haoussa, le Kano Market Literature.
- Jean-Marie-Gustave Le Clézio a publié en 1991 aux éditions Gallimard un roman avec le titre Onitsha.

- Ryszard Kapuscinski évoque cette ville dans "The Hole of Onitsha (le trou / gouffre d'Onitsha)", dans son livre Ébène (1998).

### Carnaval de Golibe

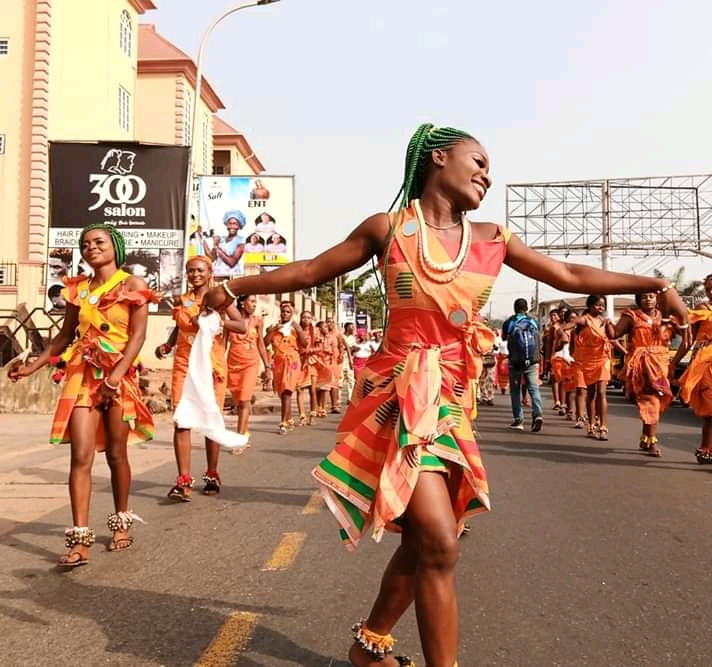
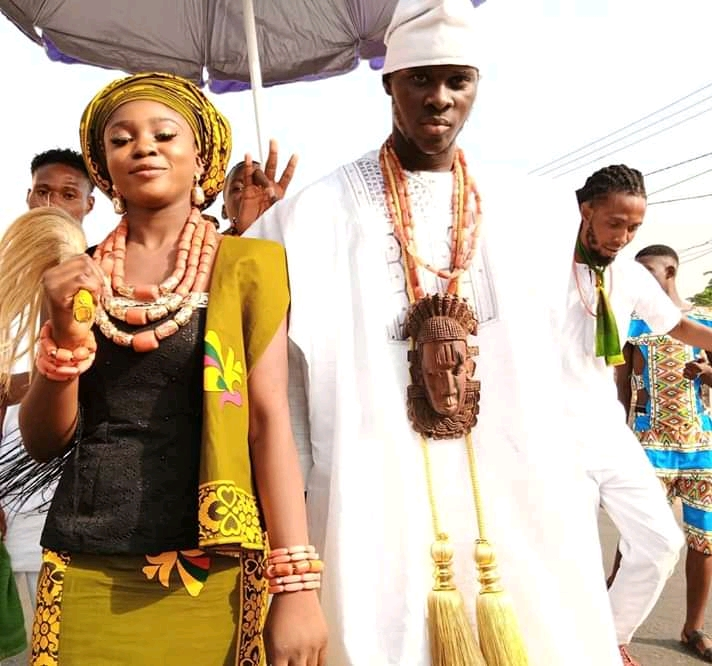
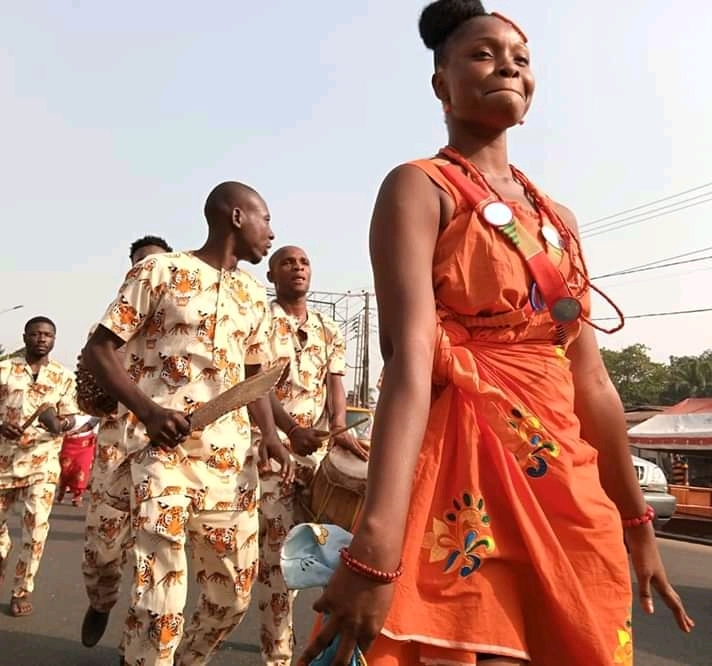
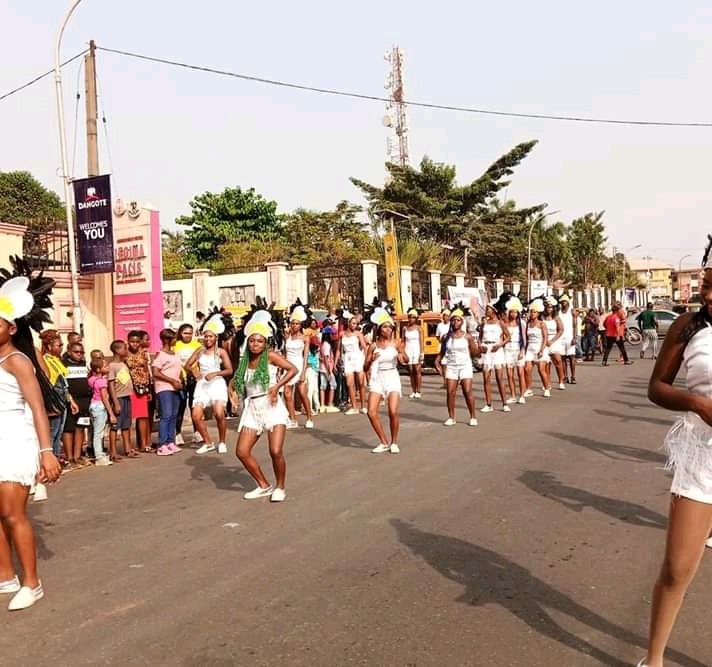

## Personnalités liées à la ville

### Artistes
- Uzo Egonu (1931-1996), peintre, graveur et designer nigérian actif en Angleterre.
- Ben Enwonwu (1917-1994), peintre nigérian.
- Ebele Okoye (1969-), peintre nigériane.

### Sportifs
- Francis Obikwelu (1978-), athlète naturalisé portugais
- Tijani et Susana Cole sont les premiers africains à gagner un match international de curling aux Championnats du Monde face à la France

### Religieux
- Samuel Ezeofor, évêque anglican

### Politique
- Peter Obi (1961-), homme politique nigérian